# Edificio La Equitativa del Plata
L'Edificio La Equitativa del Plata è uno storico edificio di Buenos Aires in Argentina.

## Storia
Dopo aver acquistato un lotto lungo l'Avenida Roque Sáenz Peña, anche nota come la Diagonal Norte, all'angolo sud-est con la Calle Florida, la compagnia assicurativa La Equitativa del Plata S.A. vi fece erigere la sua nuova sede, affidando il progetto all'architetto Alejandro Virasoro. I lavori di costruzione, iniziati nel 1927, vennero eseguiti dalla sua impresa di costruzione, la Viribus Unitis e vennero ultimati nel 1929. Dopo il completamento, Virasoro installò gli uffici della Viribus Unitis e del suo studio di architettura (che all'epoca contava 110 impiegati e 1500 operai) nei piani 4°, 5° e 6° del nuovo edificio.

## Descrizione
L'edificio presenta uno stile Art déco.

## Galleria d'immagini

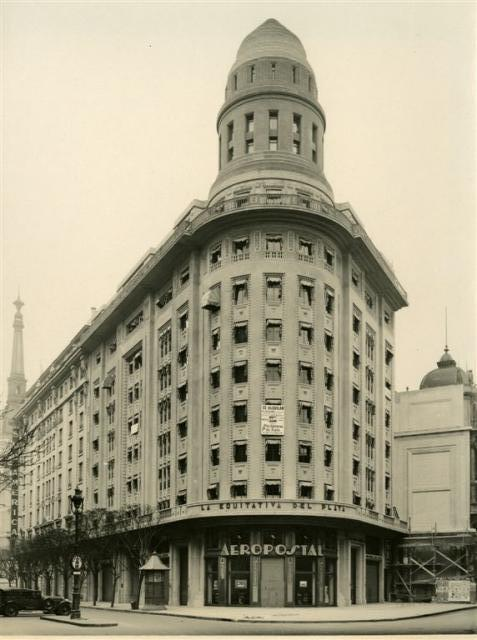
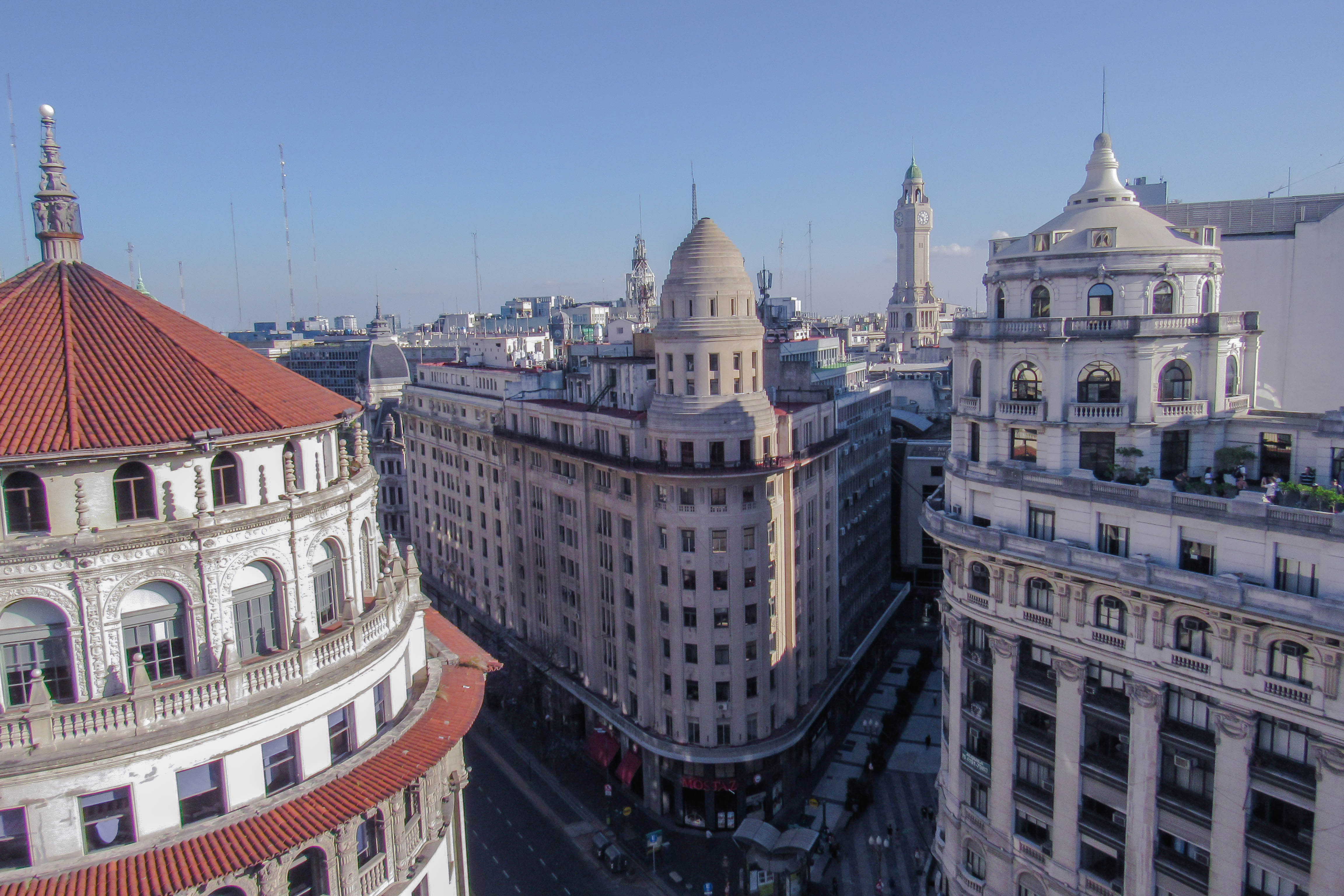
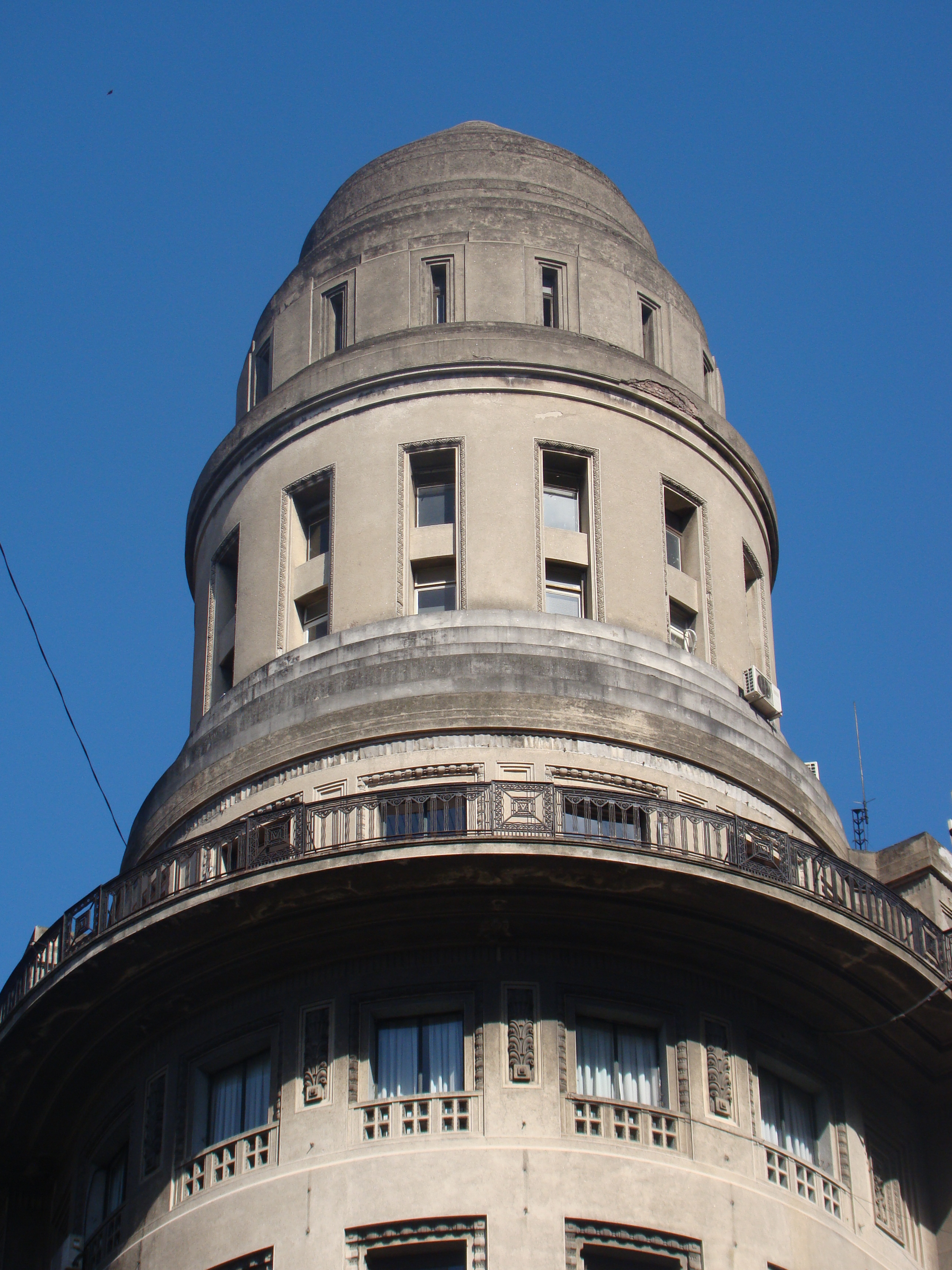